# Mr. Freeze (Six Flags Over Texas)
Mr. Freeze is een door LIM-lanceerachtbaan in attractiepark Six Flags Over Texas. In Arlington, Texas.

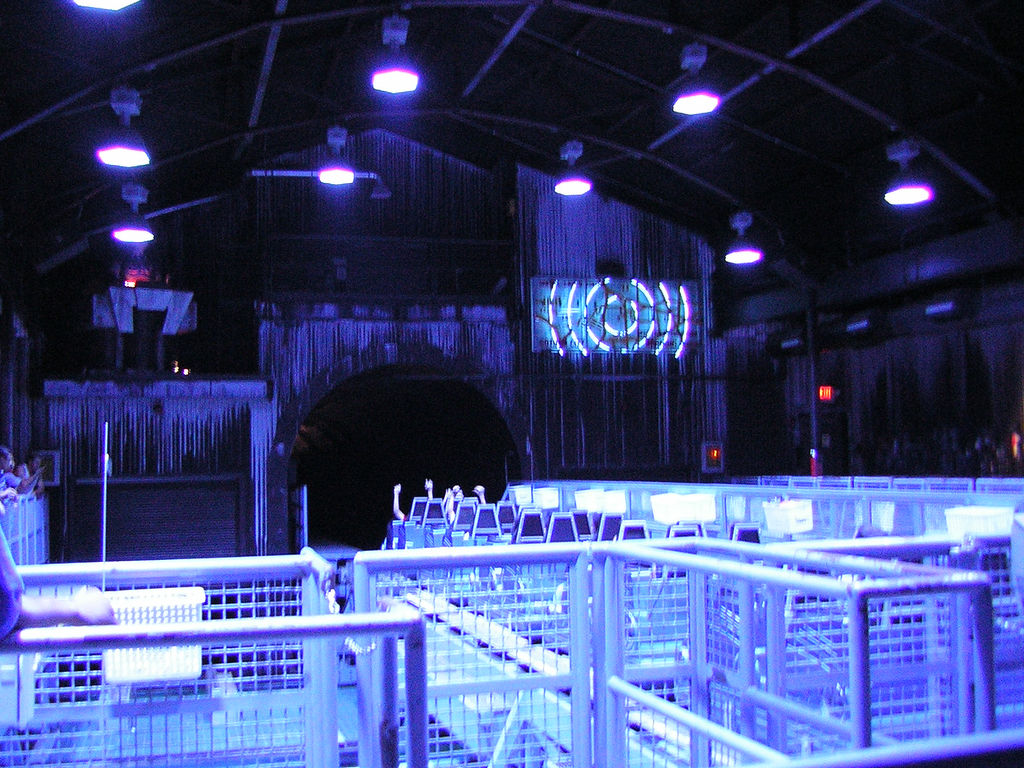
Het station van Mr. Freeze

## Wielen
In Juni 2006 werden alle LIM-lanceerachtbanen van Premier Rides gesloten, door een ongeluk bij Batman and Robin: The Chiller in Six Flags Great Adventure. Een wiel kwam los van het treintje. Direct werden op alle achtbanen nieuwe, verbeterde wielen geplaatst.

## Herschildering
Mr. Freeze kreeg in 2007 een complete herschildering. Dit was de eerste keer sinds de bouw in 1997. Het station bleef lichtblauw terwijl de baan zelf kreeg een rode kleur met donkerblauwe ondersteuningen. Er wordt gesuggereerd dat Six Flags Over Texas met de nieuwe kleuren een 'rood smeltend' effect wilde creëren.
Huidig:
Aquaman: Power Wave ·
Batman The Ride ·
Joker ·
Judge Roy Scream ·
Mini Mine Train ·
Mr. Freeze ·
New Texas Giant ·
Pandemonium ·
Runaway Mine Train ·
Runaway Mountain ·
Shock Wave ·
Titan  ·
Wile E. Coyote's Grand Canyon Blaster
Verdwenen:
Big Bend · 
Cucaracha ·
Flashback! ·
La Vibora